# Time Under Fire
Time Under Fire, in den USA bekannt auch als Beneath the Bermuda Triangle, ist ein US-amerikanischer Science-Fiction-Film von Scott P. Levy aus dem Jahr 1996.

## Handlung
Alan Deakins, ein U-Boot-Befehlshaber, ist der einzige, der von einer Mission zurückkehrte. Er wird von FBI-Agenten vernommen und erzählt, was passierte.
Das U-Boot gelangte im Bermuda-Dreieck in ein Zeitloch, woraufhin es in das Jahr 2077 versetzt wurde. Die USA sind in dieser Zeit eine Diktatur unter der Führung von Charles Braddock. Die Mannschaft des U-Bootes wird gefangen genommen. Deakins hilft dem Anführer der Rebellen, der sich als sein Enkelsohn erweist.

## Kritiken
- TV Movie schrieb, der Film sei eine missglückte Version von Philadelphia Experiment.[1]
- Richard Scheib schrieb in MORIA, Time Under Fire wirke so billig als ob er in einem einzigen Fabrikgebäude gedreht worden wäre. Scott Levy beweise, dass er ein "armseliger" Regisseur der Actionfilme sei. Die Ideen seien aus den anderen Filmen ausgeliehen, der Bösewicht wirke wie ein Klon des Imperators in Die Rückkehr der Jedi-Ritter. Jeff Fahey spiele "annehmbar".[2]

## Einzelbelege
1. ↑  Besprechung von TV Movie (Memento des Originals vom 15. Juli 2007 im Internet Archive)  Info: Der Archivlink wurde automatisch eingesetzt und noch nicht geprüft. Bitte prüfe Original- und Archivlink gemäß Anleitung und entferne dann diesen Hinweis.
2. ↑  Besprechung bei MORIA